# Urosigalphus barberi
Urosigalphus barberi är en stekelart som beskrevs av Crawford 1914. Urosigalphus barberi ingår i släktet Urosigalphus och familjen bracksteklar. Inga underarter finns listade i Catalogue of Life.